# VX
ВИ-газ, Ви-Экс, Ви-Икс (от англ. VX), EA 1701 — фосфорорганическое боевое отравляющее вещество нервно-паралитического действия, О-этил-S-β-диизопропиламиноэтилметилфосфонат, представитель V-серии агентов, самое токсичное из когда-либо искусственно полученных с целью применения в химическом оружии веществ (LD50, перорально — 70 мкг/кг).
Создан в 1955 году в Великобритании на основе амитона, изначально разрабатывавшегося как пестицид, однако из-за своей крайней токсичности не нашедшего применения в сельском хозяйстве. Впоследствии был запрещён.
Из всех стран мира только Россия и США официально признают, что имеют или имели запасы V-газов, однако, предположительно, другие страны тоже обладают некоторым количеством этого яда. В Советском Союзе производился свой аналог, ещё более токсичное ОВ, так называемый VR, он же «советский ВИ-газ». Синди Вестергаард, эксперт по химическому оружию и старший научный сотрудник центра Стимсона, говорит, что Ирак «совершенно точно производил VX» в 1980-х годах, но никаких доказательств его применения нет. 27 сентября 2017 года российские СМИ сообщили о полном уничтожении в России запасов химического оружия, включая VX.
Другие обозначения: вещество группы F (Швеция), вещество группы А (Франция), BRN 1949015, CCRIS 3351, (±)-S-(2-(бис(1-метилэтил)амино)этил) O-этил метилфосфонотиоат, HSDB 6459, Tx 60.
В 1952 году над изучением класса сложных органофосфатов одновременно работали несколько исследователей. Доктор Ларс-Эрик Таммелин работал по этой теме для Шведского национального исследовательского института обороны, и по понятным причинам его работы широко не публиковались.
Дж. Ф. Ньюман и Ранажит Гош, химики исследовательской лаборатории защиты полей компании Imperial Chemical Industries, также работали в этом направлении и обнаружили высокую эффективность в качестве пестицидов веществ класса сложных органофосфатов.
В 1954 году одно из веществ этого класса компания ICI выпустила на рынок под торговым названием «Amiton», но продукт был тут же отозван по причине высокой токсичности. Токсичность Амитона не осталась не замеченной военными, и образцы веществ были отправлены в военный исследовательский парк Портон-Даун. По завершении исследования ряд веществ этого класса составили новую группу нервно-паралитических отравляющих веществ — V-агенты, а Амитон получил обозначение VG.
В 1955 году, всего через год после начала исследований, был разработан VX. Полученный газ оказался в 300 раз токсичнее фосгена (СОСl2), использовавшегося в Первой мировой войне. Впрочем, такое сравнение не совсем корректно, так как вещества относятся к разным группам ОВ. Вскоре VX был продан США. Причины такого решения остаются неясными.
Заявки на патент VX были поданы в 1962 году, а опубликованы только в феврале 1974 года.

## Химические свойства
Химически устойчив. Период полугидролиза при pH=7 и температуре +25 °C составляет 350 суток. Нуклеофильные реакции сильно замедлены по сравнению с зарином. С кислотами и галогеналкилами образует твёрдые ядовитые соли аммония, растворимые в воде, но не обладающие кожно-резорбтивными свойствами.

## Физико-химические свойства
Прозрачная маслянистая жидкость янтарного цвета, без вкуса и запаха. Химическое название: S-(2-NN-Диизопропиламиноэтил)-O-этил метилфосфонотиолат(S-(2-NN-Diisopropylaminoethyl)-O-ethyl methylphosphonothiolate). Брутто-формула: C11H26NO2PS. Молекулярная масса 267,37. Бесцветная густая жидкость (технический продукт имеет окраску от жёлтой до тёмно-коричневой). Tпл = −39 °C, высококипящее соединение, не перегоняется при атмосферном давлении Tкип = 95−98 °C (1 мм рт. ст.), d4 (+25 °C) = 1,0083. Летучесть 0,0105 мг/л (+25 °C). Давление паров при +25 °C = 0,0007 мм рт. ст. Гигроскопичен, ограниченно растворим в воде (около 5 % при +20 °C), хорошо — в органических растворителях.

## Синтез
Существует несколько вариантов синтеза VX, например при помощи тион-тиольной изомеризации:
Данный способ описан в патенте US3911059A и включает в себя несколько шагов:
1. Получение О-диэтил метилфосфонита из дихлорметилфосфина.
2. Смешанного эфира — О-этил-О-диизопропиламиноэтил метилфосфонита (вещество QL) из О-диэтил метилфосфонита и диизопропиламиноэтанола.
3. Реакция QL с серой и последующей тион-тиольной перегруппировкой.

Другой вариант синтеза первоначально разработанный в Великобритании (патент GB1346409A) предусматривал синтез VX в одну стадию — реакцией серы, О-этил метилфосфонита и диизопропиламиноэтилхлорида в растворе бензола при мягких условиях.

## Токсикологические свойства
Отравляющее вещество нервно-паралитического действия.
Симптомы поражения: 1—2 минуты — сужение зрачков; 2—4 минуты — потливость, слюноотделение; 5—10 минут — судороги, параличи, спазмы; через 10—15 минут наступает смерть.
При действии через кожу картина поражения в основном аналогична ингаляционной. Отличие в том, что симптомы проявляются через некоторое время (от нескольких минут до нескольких часов). При этом появляется мышечное подергивание в месте попадания ОВ, затем судороги, мышечная слабость и паралич.
Для человека ЛД50 накожно = 100 мкг/кг, перорально = 70 мкг/кг. LCt100 = 0,01 мг(10 мкг)·мин./л, при этом период скрытого действия составляет 5—10 минут. Миоз наступает при концентрации 0,0001 мг/л через 1 минуту.
Обладает очень высокой кожно-резорбтивной токсичностью по сравнению с другими фосфорсодержащими отравляющими веществами. Наиболее чувствительны к действию VX кожа лица и шеи. Симптомы при накожном поступлении развиваются через 1—24 часа, однако, если VX попадёт на губы или повреждённую кожу, действие проявляется очень быстро. Первый признак при резорбции через кожу может быть не миоз, а мелкие подергивания мышц в месте контакта с VX.
Токсическое действие VX через кожу может быть усилено веществами, которые сами по себе не токсичны, но способны транспортировать яд в организм. Наиболее эффективны среди них диметилсульфоксид и N,N-диметиламид пальмитиновой кислоты.
Заражает открытые водоёмы на очень длительный период — до 6 месяцев. Основное боевое состояние — грубодисперсный аэрозоль. Аэрозоли VХ заражают приземные слои воздуха и распространяются по направлению ветра на глубину от 5 до 20 км, поражают живую силу через органы дыхания, открытые участки кожи и обычное армейское обмундирование, а также заражают местность, вооружение, военную технику и открытые водоёмы. VХ применяется артиллерией, авиацией (кассеты и выливные авиационные приборы), а также с помощью химических фугасов. Вооружение и военная техника, заражённые каплями VХ, представляют опасность летом в течение 1—3 суток, зимой — 30—60 суток.
Стойкость VХ на местности (кожно-резорбтивное действие): летом — от 7 до 15 суток, зимой — на весь период до наступления тепла. Защита от VХ: противогаз, общевойсковой защитный комплект, герметизированные объекты боевой техники и убежища.

## Первая помощь
В первую очередь необходимо удалить капельножидкий агент с поражённых участков, а затем эвакуировать пострадавшего в незаражённую зону. После эвакуации необходимо вырезать(???) остатки загрязнения с кожи, снять заражённую одежду и провести дегазацию. По возможности эти действия необходимо осуществить до всех прочих методов лечения.
В зоне поражения пострадавшему необходимо надеть противогаз. При попадании аэрозоля или капельножидкого ОВ на кожу лица противогаз надевается только после обработки лица жидкостью из ИПП.
При попадании ОВ на кожу необходимо немедленно обработать заражённые места с помощью ИПП-8 или ИПП-10. При отсутствии таковых, смыть ОВ можно с помощью бытового отбеливателя и промыть чистой водой. Также возможно использование других, аналогичных военным, средств дегазации.
При попадании ОВ в желудок необходимо вызвать рвоту и по возможности промыть желудок 1%-м раствором питьевой соды или чистой водой.
Поражённые глаза промыть 2%-м раствором питьевой соды или чистой водой.
После удаления ОВ с поражённых участков, необходимо немедленно ввести антидот. В качестве антидота используются: атропин, пралидоксим или диазепам. Антидот вводится с помощью шприц-тюбика с красным колпачком из индивидуальной аптечки (например, АИ-2). Если в течение 10 минут судороги не сняты, антидот вводится повторно.
В случае остановки дыхания произвести искусственное дыхание.
После необходимо эвакуировать пострадавшего из зоны заражения. Поражённый личный состав доставляется по этапу медицинской эвакуации в подразделения медицинской службы в зависимости от тяжести поражения.
Газ дегазируется сильными окислителями (гипохлориты). Для дегазации обмундирования, оружия и техники применяется 1,2-дихлорэтан.

## Известные случаи применения
- В марте 1968 года на пастбищах резервации «Долины черепа», Штат Юта, произошёл единовременный падёж 6250 овец. Ветеринарная и научная экспертиза погибших овец установила, что все они отравились фосфорорганическими веществами. Инцидент напрямую совпал с испытаниями на открытом воздухе агента VX. Разразился скандал, получивший международную огласку. Руководство базы, изменив своей «открытости», вины за собой не признало, напрочь отрицая какую-либо причастность к произошедшему, но возместило фермерам материальный ущерб в полном объёме, включая и будущие убытки, поскольку теперь уже никто не хотел покупать баранину у фермеров из «Долины черепа». Инцидент наглядно продемонстрировал, что даже при самых минимальных концентрациях агента VX в воздухе возможен массовый летальный исход.
- В декабре 1994 и январе 1995 года Масами Цутия, член японской религиозной секты «Аум Синрикё», по приказу лидера секты Сёко Асахары синтезировал от 100 до 200 граммов VX, который был использован для покушения на трёх человек. Двое были отравлены, но не умерли. Один из отравленных, 28-летний мужчина, погиб, став первой жертвой VX, когда-либо зарегистрированной в мире. Человек, которого Асахара заподозрил в предательстве, был атакован в 7:00 12 декабря 1994 года на улице в Осаке. Нападавшие брызнули жидким VX на шею жертвы. Отравленный преследовал их около 100 метров, прежде чем упасть; он умер через 10 дней, не выходя из глубокой комы. Врачи сначала подозревали, что он был отравлен каким-то фосфороорганическим пестицидом, но истинная причина смерти была выяснена только после того, как члены секты были арестованы за теракт в токийском метро и признались в убийстве. Через семь месяцев после убийства в образцах крови жертвы были обнаружены метаболиты VX, такие как этилметилфосфонат, метилфосфоновая кислота и диизопропил-2-(метилтио)этиламин[8]. В отличие от зарина, VX не использовался сектой для массовых убийств (таких как инцидент в Мацумото[англ.] и теракт в токийском метро).
- 13 февраля 2017 года с помощью VX был убит Ким Чон Нам — единокровный брат Ким Чен Ына, правителя КНДР. Убийство произошло в зоне вылета международного аэропорта в Куала-Лумпуре (Малайзия). В убийстве участвовали две женщины. Одна отвлекла внимание Ким Чон Нама, а другая в это время сзади набросила ему на лицо платок, пропитанный ядовитым веществом[9]. Киму стало плохо, его повезли в госпиталь, но по дороге он умер[10].

## Запрет на использование
Запрещено Конвенцией по химическому оружию от 1993 года, что означает, что его нельзя производить, а существующие запасы должны быть уничтожены. КНДР наряду с Египтом и Южным Суданом никогда не подписывала и не ратифицировала Конвенцию о запрещении химического оружия.